# Rundfunk-Tanzorchester Ehrenfeld
Das Rundfunk-Tanzorchester Ehrenfeld ist ein Orchester, das in verkleinerter Besetzung kein klassisches Rundfunkorchester der öffentlich-rechtlichen Rundfunkanstalten nachbildet, sondern eine Fusionband mit wenigen zusätzlichen Streichinstrumenten ist.

## Geschichte
Anfang 2017 trat das Rundfunk-Tanzorchester Ehrenfeld im Neo Magazin Royale unter der Leitung von Lorenz Rhode und Albrecht Schrader die Nachfolge des Rappers Dendemann an. Das Ensemble wurde eigens für die Show konzipiert. 2019 wurde das Orchester für den Grimme-Preis nominiert. Seit 2020 fungiert die Formation unter der Leitung von Lorenz Rhode als Band des ZDF Magazin Royale. Die kreative „Bigband mit Retro-Touch“ dient als Begleitband der Sendung und führt eigens arrangierte Coverversionen bekannter Lieder auf, die z. T. mit musikermäßigen Gags und Albereien versehen werden. Außerdem begleitet sie den Moderator Jan Böhmermann und Musikgäste bei ihren Gesangseinlagen.
In den Jahren 2018, 2019, 2023 und 2025 ist das Rundfunk-Tanzorchester Ehrenfeld zusammen mit Jan Böhmermann auf überregionale Tourneen gegangen.

## Band-Mitglieder
- Lorenz Rhode – musikalische Leitung, Keyboard, Sampling
- Sebastian Winne – Schlagzeug
- Claudia Lippmann – Percussion
- Christopher Martin – Bass
- Matthias „Matze“ Krämer – Gitarre
- Akiko Ahrendt – Violine
- Zuzana Leharová – Violine
- Radek Stawarz – Viola
- Nathan Bontrager – Cello
- Christian Altehülshorst – Trompete
- Marie Tjong-Ayong – Trompete
- Esther Klever – Alt-, Baritonsaxophon, Flöte
- Lutz Streun – Tenorsaxophon, Bassklarinette
- Til Schneider – Posaune, Sousaphon
- Olivia Sawano – Keyboard, Gesang[12]

## Ex-Mitglieder
- Albrecht Schrader – musikalische Leitung, Keyboard (2017–2019)[13]
- Alex Werth – musikalische Leitung, Keyboard (2019–2020)

## Bühnenprogramme mit Jan Böhmermann
- 2018: Fernsehen ist so 2017, Konzert[4]
- 2019: Ehrenfeld ist überall, Konzert[14]
- 2023: Ehrenfeld Intergalactic Tour, Konzert[8]
- 2025: Eisern Ehrenfeld, Konzert

## Auszeichnungen
- 2019: Grimme-Preis Spezial in der Kategorie „Unterhaltung“ für „ihren besonderen Beitrag zur musikalischen Fernsehkultur“ (mit Jan Böhmermann)[3]
- 2024: Polyton in der Kategorie „Playing“ für Arrangements – ZDF Magazin Royale (Staffel 4) (mit Lorenz Rhode)[15]